# Vila nadvojvode Josipa u Rijeci
Državni arhiv u Rijeci nalazi se u Parku Nikole Hosta u Rijeci, u nekadašnjoj vili nadvojvode Josipa.

## Povijest vile
Nadojvoda Josip bio je brat cara Franje Josipa I. Zbog nesuglasica s bratom carem, nadvojvoda je morao napustiti Beč i povući se na tlo Ugarske. Pri tome on je izabrao Rijeku i u njoj renovirao 1892. svoju rezidenciju po projektu domaćeg arhitekta Rafaela Culottija. Kao strastveni botaničar, uredio je tada čuveni vrt egzotičnog bilja i "Kuću palmi" u stilu engleskog parka prilagođenog krševitom tlu. U vrijeme talijanske uprave u vilu je smješten Gradski arhiv, a njegov fond postaje osnova sadašnjeg Povijesnog arhiva, u kojemu se čuva povijesna građa iz Rijeke i regije.

## Vanjske poveznice
- Državni arhiv u Rijeci

|  | Zajednički poslužitelj ima još gradiva o temi Znamenite riječke građevine |